# Pohár mistrů evropských zemí 1963/1964
Sezóna 1963/64 byla 9. ročníkem Poháru mistrů evropských zemí. Jejím vítězem se stal italský klub Inter Milán, který získal svůj první titul v historii.

## Předkolo
| Domácí v 1. zápase  | Celkem | Hosté v 1. zápase    | 1. zápas | 2. zápas |
| ------------------- | ------ | -------------------- | -------- | -------- |
| Everton FC          | 0–1    | Inter Milán          | 0–0      | 0–1      |
| AS Monaco           | 8–3    | AEK Athény           | 7–2      | 1–1      |
| FC Haka             | 4–5    | Jeunesse Esch        | 4–1      | 0–4      |
| Partizan            | 6–1    | Anorthosis Famagusta | 3–0      | 3–1      |
| Górnik Zabrze       | 1–11   | Austria Wien         | 1–0      | 0–1      |
| Dukla Praha         | 8–0    | Valletta FC          | 6–0      | 2–0      |
| Distillery          | 3–8    | Benfica Lisabon      | 3–3      | 0–5      |
| FK Lyn              | 3–7    | Borussia Dortmund    | 2–4      | 1–3      |
| Dundalk FC          | 2–4    | Zürich               | 0–3      | 2–1      |
| Galatasaray         | 4–2    | Ferencváros          | 4–0      | 0–2      |
| Partizani Tirana    | 2–3    | Spartak Plovdiv      | 1–0      | 1–3      |
| Esbjerg             | 4–11   | PSV Eindhoven        | 3–4      | 1–7      |
| Standard Liège      | 1–2    | Norrköping           | 1–0      | 0–2      |
| FC Dinamo București | 3–0    | Motor Jena           | 2–0      | 1–0      |
| Rangers FC          | 0–7    | Real Madrid          | 0–1      | 0–6      |

1 Górnik Zabrze porazil Austrii Vídeň 2:1 v rozhodujícím zápase na neutrální půdě.

## První kolo
| Domácí v 1. zápase  | Celkem | Hosté v 1. zápase | 1. zápas | 2. zápas |
| ------------------- | ------ | ----------------- | -------- | -------- |
| Górnik Zabrze       | 3–4    | Dukla Praha       | 2–0      | 1–4      |
| Benfica Lisabon     | 2–6    | Borussia Dortmund | 2–1      | 0–5      |
| Jeunesse Esch       | 4–7    | Partizan          | 2–1      | 2–6      |
| Inter Milán         | 4–1    | AS Monaco         | 1–0      | 3–1      |
| Spartak Plovdiv     | 0–1    | PSV Eindhoven     | 0–1      | 0–0      |
| Zürich              | 2–21   | Galatasaray       | 2–0      | 0–2      |
| FC Dinamo București | 4–8    | Real Madrid       | 1–3      | 3–5      |
| Norrköping          | 3–6    | AC Milán          | 1–1      | 2–5      |

1 Zürich postoupil do dalšího kola díky hodu mincí, protože rozhodující zápas na neutrální půdě proti Galatasarayi skončil 2:2 po prodloužení.

## Čtvrtfinále
| Domácí v 1. zápase | Celkem | Hosté v 1. zápase | 1. zápas | 2. zápas |
| ------------------ | ------ | ----------------- | -------- | -------- |
| Dukla Praha        | 3–5    | Borussia Dortmund | 0–4      | 3–1      |
| Partizan           | 1–4    | Inter Milán       | 0–2      | 1–2      |
| PSV Eindhoven      | 2–3    | Zürich            | 1–0      | 1–3      |
| Real Madrid        | 4–3    | AC Milán          | 4–1      | 0–2      |

## Semifinále
| Domácí v 1. zápase | Celkem | Hosté v 1. zápase | 1. zápas | 2. zápas |
| ------------------ | ------ | ----------------- | -------- | -------- |
| Borussia Dortmund  | 2–4    | Inter Milán       | 2–2      | 0–2      |
| Zürich             | 1–8    | Real Madrid       | 1–2      | 0–6      |

## Finále
| 27. května 1964                            |        |                              |                                                                      |
| Inter Milán                                | 3 – 1  | Real Madrid                  | Praterstadion, Vídeň diváci: 72 000 rozhodčí: Josef Stoll (Rakousko) |
| Sandro Mazzola 43', 76' Aurelio Milani 61' | Report | Rafael Batista Hernández 70' | Praterstadion, Vídeň diváci: 72 000 rozhodčí: Josef Stoll (Rakousko) |

## Vítěz
| Pohár mistrů evropských zemí 1963/64 Inter Milán (1. titul) Giuliano Sarti, Armando Picchi, Aristide Guarneri, Tarcisio Burgnich, Giacinto Facchetti, Carlo Tagnin, Luis Suárez, Mario Corso, Jair da Costa, Sandro Mazzola, Aurelio Milani Trenér: Helenio Herrera |